# Hammud asz-Szammari
Hammud asz-Szammari, Hamoud Al-Shemmari arab. ‏حمود فليطح‎; (ur. 24 września 1960) – kuwejcki piłkarz, reprezentant kraju.
Uczestnik Igrzysk Olimpijskich 1980. W 1982 roku został powołany przez trenera Carlosa Alberto Parreirę na Mistrzostwa Świata 1982, gdzie reprezentacja Kuwejtu odpadła w fazie grupowej.